# Фрейганг, Василий Иванович
Василий Иванович Фрейганг (1783—1849) — русский учёный и дипломат.
Сын лейб-медика Ивана Федоровича Фрейганга (Иоганн-Готлиб; 1755—1815). Получил образование в С.-Петербургской Петропавловской школе и в 1793 г. был записан вахмистром в л.-гв. Конный полк, а в 1797 г. начал службу юнкером в Государственной коллегии иностранных дел и в 1800 г. был переведен в канцелярию вице-канцлера кн. Куракина.
Получив отпуск, он с 1802 до начала 1805 г. слушал лекции в Геттингенском университете и вернувшись в Россию со степенью доктора философии, снова поступил в коллегию и в том же году был назначен к генералу гр. Буксгевдену для иностранной корреспонденции, а в 1806 г. переведен на ту же должность к главнокомандующему молдавской армии генералу Михельсону.
В 1807 г. назначен состоять при посольствах в Вене, затем в Париже. Пробыв 1810 год в Петербурге, он сопровождал кавказского генерал-губернатора маркиза Паулуччи в Тифлис и в 1812 г. был послан в Персию для ведения мирных переговоров. По возвращении с Кавказа последовательно состоял с 1814 г. старшим секретарем посольства при Нидерландском дворе, с 1820 г. — генеральным консулом в Саксонском королевстве и с 1834 г. в той же должности в Ломбардо-Венецианском королевстве. Умер во время осады Венеции австрийцами.
Член-корреспондент СПбАН c 19.12.1832. В 1844 г. подал мысль о сооружении памятника Богдану Хмельницкому и высказался по этому поводу в особой записке «О славянстве»; эта записка, на французском языке, была представлена гр. Нессельроде и гр. (впоследствии князю) А. Ф. Орлову. Во время своего пребывания в Геттингенском университете написал две комедии на немецком языке: «Doctor Gall auf Reisen» (1805) и «Geniestreiche» (1806); там же напечатана в 1805 г его статья «Ueber die Luftsteine» (перевод с французского).